# Roberto Dalla Vecchia (cestista)
Roberto Dalla Vecchia (Sandrigo, 9 febbraio 1964) è un ex cestista italiano.
Ala grande di 206 cm per 103 kg, ha disputato quattordici stagioni in Serie A tra il 1983 e il 2000. Attualmente ricopre l'incarico di allenatore e responsabile minibasket nella società Cestistica Verona.

## Carriera
Viene acquistato nel 1981 a 17 anni dalla Scaligera Basket Verona che milita nel campionato italiano di serie B.
Rimane in forza alla Scaligera fino al 1991 quindi gioca la stagione 1991-92 nella Virtus Bologna. L'anno successivo torna a giocare a Verona per altre 6 stagioni, nel 1998 milita nella Pallacanestro Pistoia per sette gare e poi torna a Verona.
Durante la sua lunga militanza in maglia gialloblu contribuisce a tre promozioni in A2 e due in A1, alla conquista della Coppa Italia nel 1991, della Supercoppa Italiana nel 1996 e della Coppa Korać nel 1998.
Chiude la carriera nei professionisti nel 1999-2000 in A2 a Fabriano, nelle stagioni successive gioca in serie B2 con Lumezzane e Bassano poi torna per l'ennesima volta a Verona nella stagione 2002-2003 alla San Zeno Basket in C1 per una stagione.
Attualmente allena diverse squadre giovanili di pallacanestro della Cestistica Verona.

## Palmarès
- Coppa Italia: 1

Scaligera Verona: 1991
- Supercoppa italiana: 1

Scaligera Verona: 1996
- Coppa Korać: 1

Scaligera Verona: 1997-1998